# Abdelaziz Hamedi
Pour les articles homonymes, voir Hamedi.
Abdelaziz Hamedi (en arabe : عبد العزيز حمدي) est un footballeur algérien né le 11 décembre 1978 à Tlemcen. Il évoluait au poste d'arrière gauche.

## Biographie
Il évolue en première division algérienne avec son club formateur, le WA Tlemcen, ou il a remporté la coupe d'Algérie en 2002, le MC Oran, l'AS Khroub et enfin le MC Saïda.
Il dispute 164 matchs en inscrivant dix buts en Ligue 1.

## Palmarès
WA Tlemcen
- Coupe d'Algérie (1) :
  - Vainqueur : 2001-02.
  - Finaliste : 1999-00.